# Első Erdoğan-kormány
Az első Erdoğan-kormány Törökország 59. kormánya volt 2003. március 14. és 2007. augusztus 28. között. A miniszterelnök Recep Tayyip Erdoğan az Igazság és Fejlődés Pártja (AKP) képviseletében, a köztársasági elnök Abdullah Gül (AKP).
Az első Erdoğan-kormány legsikeresebb lépései közé tartozott a török új líra bevezetése, ami az infláció csökkenését jelentette, a gazdaság élénkülése, a nagy összegű IMF-hitel elnyerése és az európai uniós csatlakozási tárgyalások megindítása. A kormány több intézkedését, például a fejkendő-törvény eltörlését és Abdullah Gül köztársasági elnöki jelölését is heves kritika és tüntetések kísérték. Az ellenzék többször is a szekularizmus korlátozásával és iszlámista ambíciókkal vádolta meg a kormánypártot, amit az AKP és Erdoğan tagad.

## A választások háttere
A 2002 novemberében tartott előrehozott választásokon megmutatkozott az emberek elkeseredettsége, a kormány korábbi években tapasztalt politikai és közigazgatási kudarcai miatt érzett dühe. A választásokon a korábban parlamentbe jutott pártot egyike sem tudta átlépni a parlamenti küszöböt, Ecevit pártja a szavazatoknak csupán 1,3%-át tudta megszerezni. Elsöprő győzelmet aratott azonban a fiatal, iszlámista Igazság és Fejlődés Pártja (AKP), élén Recep Tayyip Erdoğannal. A párt az 550 fős parlamentben 362 széket foglalhatott el. Egyetlen másik párt tudott még mandátumokat szerezni, a Köztársasági Néppárt. Erdoğan korábbi börtönbüntetése miatt a hatályos törvények szerint nem lehetett parlamenti képviselő, így a parlamenti többséget élvező AKP gyors törvénymódosítással érte el, hogy miniszterelnök lehessen.
A 2007-es választásokat is az AKP nyerte meg, a szavazatok csaknem felét megszerezve, miközben sokan attól kezdtek el tartani, hogy ez a győzelem egyben a törökországi szekularizmus veszélyeztetését is jelenti majd. Miután Ahmet Necdet Sezer elnöki terminusa lejárt, 2007-ben elnökválasztásokat is tartottak, mely az ország egyik legnagyobb vihart kavart eseménye lett. Amikor a kormányzó párt bejelentette, hogy Abdullah Gült jelöli köztársasági elnöknek, több mint egy millió ember vonult az utcákra, zászlókkal és Atatürk-képekkel, azt skandálva, hogy Törökország szekuláris állam, és az is fog maradni. A tüntetések hatására Gül lemondott a jelöltségről, később azonban mégis megválasztották, a tiltakozások ellenére.

## Kormányzati felépítés

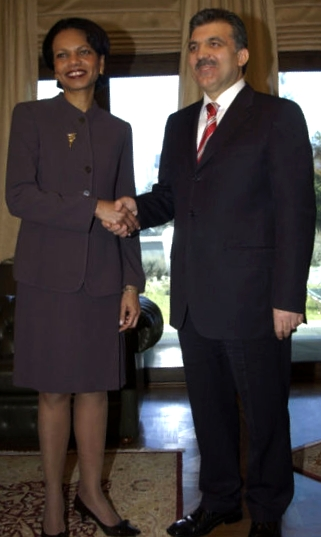
Abdullah Gül 2005-ben külügyminiszterként, Condoleezza Rice-szal

Az első Erdogan-kormányt 2003. március 14-én iktatták be, 2007. július 22-ig volt hatalmon.
| Név                  | Hivatal                                                 |
| -------------------- | ------------------------------------------------------- |
| Recep Tayyip Erdoğan | miniszterelnök                                          |
| Abdullah Gül         | külügyminiszter és miniszterelnök-helyettes             |
| Abdüllatif Şener     | miniszterelnök-helyettes és államminiszter              |
| Mehmet Ali Şahin     | miniszterelnök-helyettes és államminiszter              |
| Beşir Atalay         | államminiszter                                          |
| Ali Babacan          | államminiszter                                          |
| Mehmet Aydın         | államminiszter                                          |
| Nimet Çubukçu        | államminiszter                                          |
| Kürşat Tüzmen        | államminiszter                                          |
| Cemil Çiçek          | igazságügy-miniszter                                    |
| Vecdi Gönül          | nemzetvédelmi miniszter                                 |
| Abdülkadir Aksu      | belügyminiszter                                         |
| Kemal Unakıtan       | pénzügyminiszter                                        |
| Hüseyin Çelik        | oktatásügyi miniszter                                   |
| Faruk Nafız Özak     | építésügyi miniszter                                    |
| Recep Akdağ          | egészségügyi miniszter                                  |
| Binali Yıldırım      | közlekedésügyi miniszter                                |
| Mehmet Mehdi Eker    | mezőgazdasági és falvakért felelős miniszter            |
| Murat Başesgioğlu    | munkaügyi és társadalombiztosítási miniszter            |
| Hilmi Güler          | energiaügyi és természeti forrásokért felelős miniszter |
| Ali Coşkun           | iparügyi és kereskedelmi miniszter                      |
| Atilla Koç           | kulturális és turisztikai miniszter                     |
| Osman Pepe           | környezetvédelmi és erdőügyi miniszter                  |

## Belpolitika

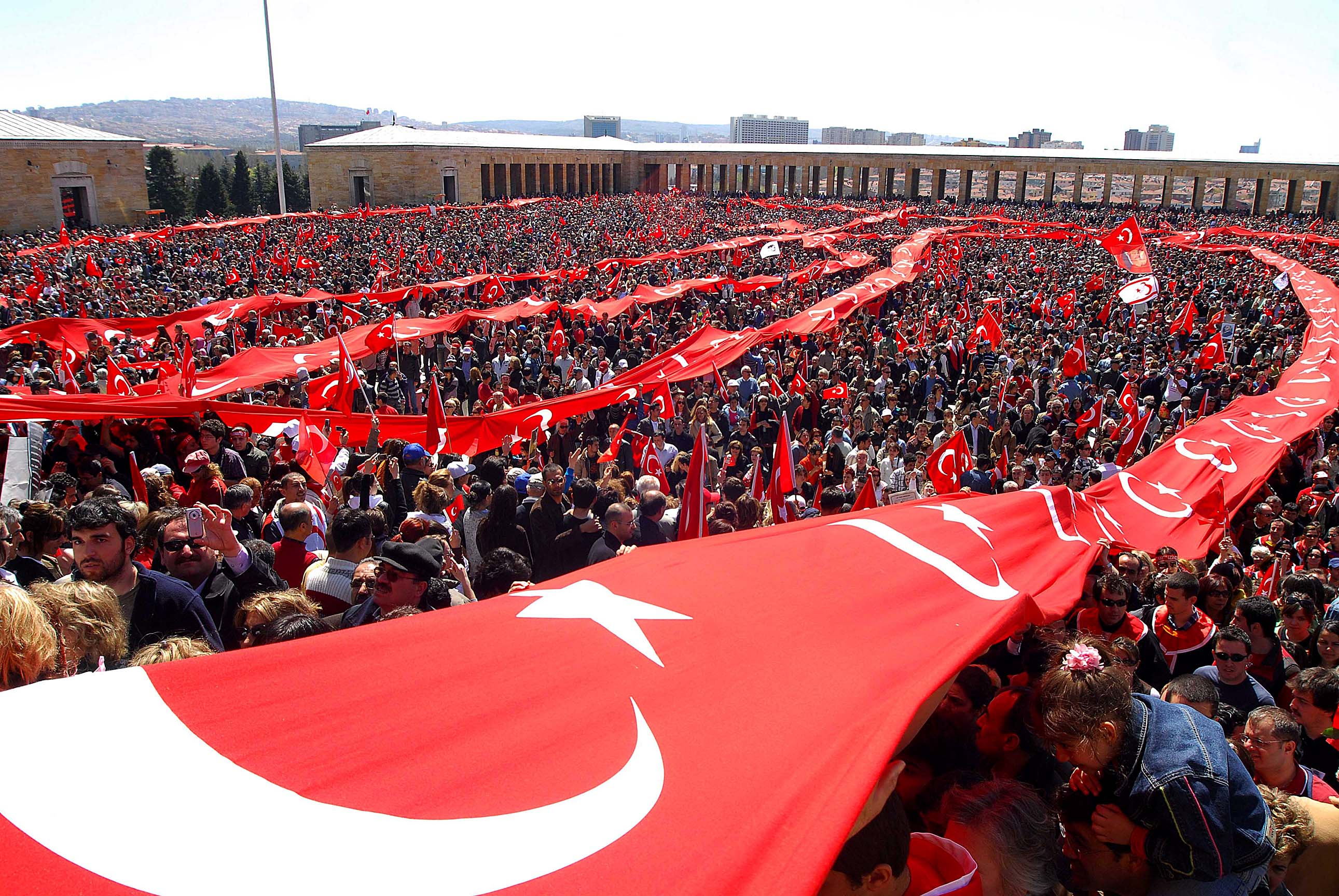
AKP-ellenes tüntetés Anıtkabirban (Ankara), a 2007-es elnökválasztások előtt

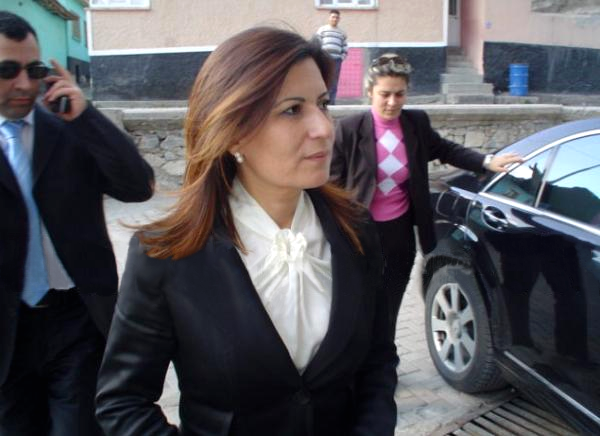
Nimet Çubukçu, nő- és családügyi államminiszter, 2007.

Az AKP-kormány ideje alatt bővültek a kurdok jogai, eltörölték a halálbüntetést és a rendőrségi kínzást, csökkentették a hadsereg politikai hatalmát. Reformjai elősegítették az európai uniós csatlakozási tárgyalások megkezdését. A törökök egy része azonban úgy vélte, Erdoğan fundamentalista, aki az iszlám hatalmának visszaállítására törekszik. Egyes intézkedéseik kiváltották a szekularizációt támogatók ellenérzését, és heves vitákat idéztek elő. Ezek egyike volt a fejkendő-törvény eltörlése, valamint hogy megtiltották a televízióban az alkoholos italok és dohánytermékek fogyasztásának képeit, ami azt jelenti, hogy a filmekben és televíziós sorozatokban kitakarják az érintett képeket.
A kormányzó párt támogatását élvezi egy olyan egyetemi teológiai reformprogram, mely a mai kor követelményeinek megfelelően szeretné értelmeztetni az muszlim törvénykezés alapjait képező hadíszok egyes részeit, például szeretnék kivenni belőle a nők elnyomására vonatkozó részeket, például azt, hogy „érvénytelen a férfi imája, ha közben szamár, kutya vagy nő halad el előtte”. A professzorok nem az iszlám megreformálását célozták meg, csupán az elavult babonáktól szeretnék mentesíteni a hadíszokat.
2008. április 30-án megváltoztatták a büntető törvénykönyv 301-es cikkét, melyet az Európai Unió és emberjogi aktivisták is kifogásoltak. A változtatások szerint már nem a törökséget, hanem a török nemzetet ért sérelemért lehet valaki ellen pert indítani, de csak az igazságügyi miniszter jóváhagyásával és a maximális kiszabható büntetés a korábbi három év helyett két év lehet. Elkészült az új polgári törvénykönyv is, mely a nők jogait hivatott jobban védeni, Nimet Çubukçu török nő- és családügyi államminiszter szerint azonban hosszú időnek kell eltelnie, míg a törvényben garantált jogok a kultúra részévé válnak.
Az Erdoğan-kormány idején kirobbant egyik legnagyobb botrány az úgynevezett Ergenekon-ügy, az elnevezés egy titkosnak vélt csoportosulást takar, akiket azzal vádolnak, hogy gyilkosságot terveztek több magas rangú politikus és közéleti személyiség ellen, illetve hogy a kormány megdöntésére készültek katonai puccsal. Több mint 150 magas rangú katonatisztet, politikust, újságírót, jogászt és másokat helyeztek vád alá. Az Ergenekon mint szervezet létezéséről a titkosszolgálat 2001-ben szerzett tudomást, amikor a rendőrség letartóztatott egy Tuncay Güney nevű férfit, akit titkos szervezkedéssel vádoltak. A vád szerint a csoportosulás célja, hogy káoszba sodorja Törökországot, ezzel előkészítve a terepet egy újabb katonai hatalomátvételhez. Az ellenzéki Köztársasági Néppárt szerint az ügyet arra használja fel a kormány, hogy elhallgattassa az iszlámista irányvonalat követő AKP-t kritizáló, szekularista ellenzéket és értelmiségieket.
Mint 1984 óta minden kormánynak, az Erdoğan-kormányanak is meg kellett küzdenie a Kurd Munkáspárt (PKK) szélsőséges, terrorista akcióival. 2008-ban a török légierő iraki területen lévő kurd célpontokat támadott, megpróbálva felderíteni az iraki hegyekben rejtőzködő szeparatistákat. A török kormány vidékfejlesztési projektet indított a kurdok lakta Délkelet-anatóliai régió fejlesztésére, hogy így csökkentse a PKK támogatóinak számát. 2009 júliusában a kormány bejelentette, hogy kész nyitni a kurd kérdés rendezése felé. Abdullah Öcalan, a PKK bebörtönzött vezetője ügyvédei útján „útitervet” juttatott el a kormányhoz, melyben javaslatait részletezte a kurd kérdés megoldására. A kormány azonban nem hajlandó bevonni a terroristavezért a tárgyalásokba. A civil szervezetek mellett Törökország biztonsági tanácsa is támogatja a kormány közeledési kísérletét, a szélsőjobboldali pártok szerint azonban a kormány ilyen irányú intézkedései az állam egységét veszélyeztetik.

## Gazdaságpolitika

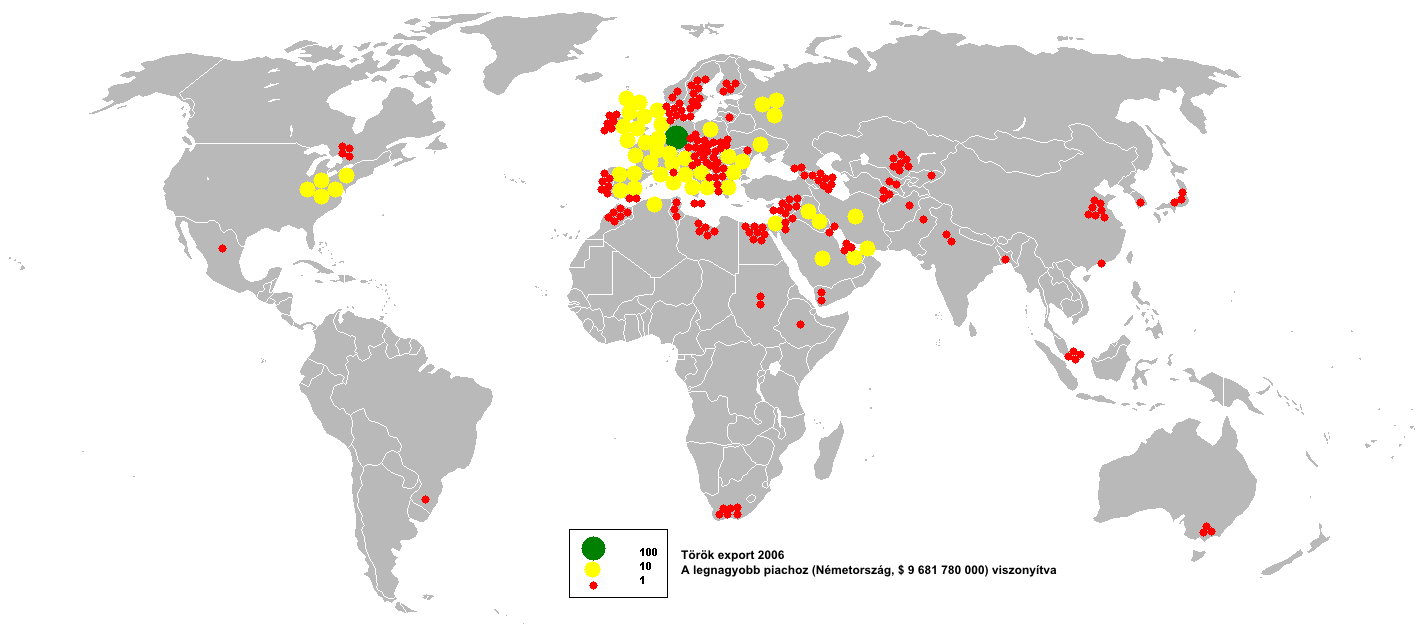
Törökország exportja 2006-ban

A 2001-es líraromlás után Erdoğan kormányzása alatt felélénkült a gazdaság, évi 7%-os növekedést produkált. Megreformálták a bankrendszert, a társadalombiztosítást, a mezőgazdaságot, visszaszorították a pénzromlás mértékét 12%-ra, bevezették a török új lírát. 2009 áprilisában Törökország és az IMF megegyezett egy nagyobb összegű kölcsön folyósításáról, a gazdaság fellendítése érdekében. Az ország korábbi, 10 milliárd dolláros hitelmegállapodása 2008-ban járt le. Meg nem erősített információk szerint az új megállapodás 20–45 milliárd dollár közötti összegről szól.
Az Erdoğan-kormány egyik legjelentősebb gazdasági lépése a Nabucco gázvezeték-projektben való részvétel. A vezeték többek között Azerbajdzsánból és Grúziából, Törökországon át szállítana földgázt Európába, így Magyarországra is. A kormányközi megállapodásokat 2009. július 13-án, Ankarában írták alá a projektet indító államok.

## Külpolitika

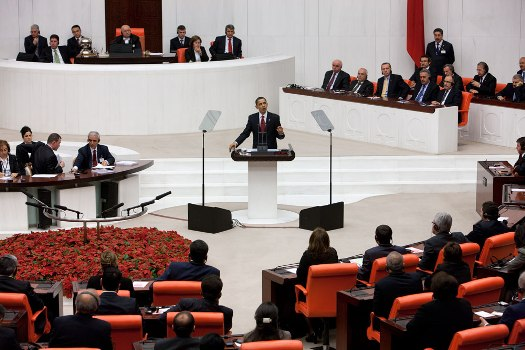
Barack Obama a török parlamentben, 2009. április 6.

Az Erdoğan-kormány igyekszik jó kapcsolatokat ápolni a török népekkel, a környező országokkal és az iszlám világgal. Törökország aktív szerepet vállalt például a Szíria–Izrael közötti béketárgyalásokban, mint közvetítő, és fontos szerepet játszott az Afganisztán–Pakisztán közötti tárgyalásokban is.
2009-ben megkezdődött a közeledés Örményországgal is, bár a diplomáciai kapcsolatok felvételéről szóló tárgyalások során nem esett szó az örmény népirtással kapcsolatos álláspontokról. Az ország Ciprussal is igyekszik rendezni a viszonyát, támogatja az újraegyesítésről szóló tárgyalásokat. 2004-ben egyszer már meghiúsult az egyesülés, akkor a ciprusi görögök utasították el a lehetőséget. Törökország szeretné, hogy minél hamarabb népszavazást írjanak ki a kérdésről a zöld vonallal elválasztott két területen, mivel a ciprusi kérdés az egyik akadálya az uniós csatlakozásnak. Törökország és Görögország viszonya is jó, amit az is jelez, hogy a görög kormány támogatja a törökök uniós csatlakozását. Vannak azonban súrlódások, ilyen például a vízi határok kérdése és az illegális bevándorlóké, akik az EU szerint veszélyeztetik Görögország demokratikus berendezkedését. Törökország azzal védekezik, hogy a bevándorlók többsége nem török, hanem arab, akik Törökországon keresztül próbálnak meg az unió területére lépni.
Az ország hivatalos kapcsolatai az Amerikai Egyesült Államokkal jók, ezt Barack Obama is megerősítette 2009 áprilisi látogatása során, amikor is Törökországot „kulcsfontosságú szövetségesnek” nevezte, annak ellenére, hogy több esetben sem értett egyet a két ország, például az iraki hadműveletek során. Obama elnök kijelentette, hogy Amerika támogatja Törökország felvételét az Európai Unióba. Elemzők szerint azonban Törökországban egyre növekszik az Amerika-ellenesség.

## Európai uniós csatlakozás
2002-ben az Európai Unió kijelentette, hogy hajlandó késlekedés nélkül megkezdeni a tárgyalásokat Törökországgal, amint az teljesíti a koppenhágai kritériumokat.
Az Európai Bizottság szerint a tárgyalások legkorábban 2005-ben indulhattak meg; 2004. december 17-én döntöttek úgy, hogy a tárgyalásokat 2005. október 3-án kezdik meg Törökországgal.
Törökország csatlakozását a tárgyalások megkezdése óta több esemény is hátráltatja. Ausztria és Franciaország is népszavazást szeretne tartani a kérdésről. A ciprusi kérdés továbbra is az egyik legnagyobb hátráltató tényező. 2007 márciusában Olli Rehn bővítésért felelős európai biztos figyelmeztette Törökországot, hogy a reformok lassulása és a ciprusi kérdés súlyosan veszélyezteti a csatlakozási tárgyalásokat. A ciprusi helyzet miatt az EU 2006 decemberében felfüggesztette a tárgyalásokat, melyek 2007 márciusában indultak újra.

## Fordítás
- Ez a szócikk részben vagy egészben  a(z)   60. Türkiye Cumhuriyeti Hükûmeti című török Wikipédia-szócikk fordításán alapul.  Az eredeti cikk szerkesztőit annak laptörténete sorolja fel. Ez a jelzés csupán a megfogalmazás eredetét és a szerzői jogokat jelzi, nem szolgál a cikkben szereplő információk forrásmegjelöléseként.
- Ez a szócikk részben vagy egészben  a(z)   59. Türkiye Cumhuriyeti Hükûmeti című török Wikipédia-szócikk fordításán alapul.  Az eredeti cikk szerkesztőit annak laptörténete sorolja fel. Ez a jelzés csupán a megfogalmazás eredetét és a szerzői jogokat jelzi, nem szolgál a cikkben szereplő információk forrásmegjelöléseként.